# Elias Boudinot
Elias Boudinot, nato col nome di Gallegina Uwati, noto anche come Buck Watie (Oothcaloga, 1802 – Park Hill, 22 giugno 1839), è stato un membro di un'importante famiglia Cherokee nato e cresciuto nell'odierna Georgia.
Il suo nome Cherokee significa sia 'alce maschio' sia 'tacchino'.
Educato alla scuola di una missione in Connecticut, divenne uno dei molti capi che ritenevano l'acculturazione critica per la sopravvivenza Cherokee. Fu influente nel periodo della deportazione in territorio indiano. Nel 1828 Boudinot divenne editore del Cherokee Phoenix, primo giornale nativo americano. Era pubblicato in Cherokee ed in inglese, per mostrare le conquiste Cherokee e per unire la nazione mentre gli Stati Uniti d'America pressavano per ottenere la deportazione degli indiani.
Nel 1826 Boudinot sposò Harriet R. Gold, figlia di un'importante famiglia della Nuova Inghilterra di Cornwall (Connecticut). Le conobbe quando lei era studente della Foreign Mission School in città. Come il matrimonio del cugino John Ridge con una donna locale nel 1825, anche il matrimonio di Boudinot fu controverso e contrastato da molti cittadini. Il consiglio nazionale Cherokee aveva approvato una legge nel 1825 per permettere ai discendenti di padre Cherokee e madre bianca di essere considerati Cherokee. Prima non avevano posto in una società matrilineare, dato che i bambini appartenevano al clan della madre. I Boudinot tornarono in Georgia per vivere a New Echota. Allevarono i loro sei figli da Cherokee.
Boudinot era convinto che la rimozione fosse inevitabile e sostenne la necessità di un trattato per difendere i diritti dei Cherokee. Assieme ad altri sostenitori firmò il trattato di New Echota nel 1835 non firmato da John Ross, il capo principale, e contrastato da buona parte della tribù. L'anno dopo la tribù fu obbligata a vendere buona parte della propria terra nel sudest ed a trasferirsi ad ovest.
Dopo la morte di Harriet nel 1836, Boudinot si trasferì coi figli in territorio indiano. Assieme ad altri tre sostenitori del trattato fu assassinato nel giugno 1839 dai membri della fazione di Ross noti come National Party. I figli orfani furono mandati dai suoceri in Connecticut e qui frequentarono la scuola. Il figlio Elias Cornelius Boudinot fu istruito e tornò ad ovest, insediandosi a Fayetteville (Arkansas). Divenne avvocato ed attivista per il partito Democratico.

## Gioventù ed istruzione
Gallegina nacque nel 1802 in un'importante famiglia Cherokee dell'odierna Georgia, primo di nove figli di Uwati e Susanna Reese, di discendenza mista europea e Cherokee. Quando Uwati si convertì al Cristianesimo assunse il nome dei David Uwatie (in seguito si perse la "u" del nome). Un fratello minore di Gallegina, Isaac, fu meglio noto come Stand Watie, servì il Confederate States Army durante la guerra di secessione americana e fu capo principale (1862-1866). Un altro fratello minore fu Thomas Watie. Erano nipoti di Major Ridge e cugini di John Ridge.
Gallegina Watie, i Ridge, John Ross, Charles Renatus Hicks ed il figlio Elijah Hicks, formavano l'élite della nazione Cherokee all'inizio del XIX secolo. Erano tutti di razza mista ed avevano ricevuto un'istruzione europeo-americana. I capi tribali volevano preparare i giovani in modo che potessero trattare con gli Stati Uniti d'America ed i suoi rappresentanti.
L'educazione cristiana di Gallegina iniziò nel 1808, all'età di 6 anni, quando studiò presso la locale scuola missionaria moraviana. Nel 1812 si iscrisse alla Spring Place school nell'odierna contea di Murray. In questo periodo i capi Cherokee stavano chiedendo al governo un aiuto per l'educazione dei figli dato che avrebbero voluto adottare molti aspetti della civiltà dei bianchi.
Elias Cornelius, agente della American Board of Commissioners for Foreign Missions (ABCFM), giunse nella comunità per aiutare nell'insegnamento. Nel 1817 la ABCFM aprì la Foreign Mission School a Cornwall (Connecticut) per l'educazione degli studenti promettenti di cultura indiana. Nel 1818 Cornelius scelse Gallegina Watie e pochi altri per essere ammessi nella Foreign Mission School. Lungo la strada furono presentati agli statisti della Virginia Thomas Jefferson e James Monroe.
A Burlington (New Jersey) i giovani incontrarono Elias Boudinot, presidente della American Bible Society ed ex membro e presidente del Secondo congresso continentale. Lui e Watie rimasero impressionati a vicenda. Watie chiese a Boudinot il permesso di usare il suo nome, e lo ottenne. Quando si iscrisse alla Foreign Mission School, Watie iniziò ad usare il nome di Elias Boudinot, che mantenne per il resto della vita.
Nel 1820 Boudinot si convertì ufficialmente al cristianesimo, attratto dal messaggio di amore universale. La sua fede influenzò il suo operato per conto dei Cherokee. Nel 1824 collaborò con altri nella traduzione del Nuovo Testamento in lingua Cherokee e lo fece stampare nel sillabario creato da Sequoyah.

## Matrimonio e famiglia
Mentre studiava in Connecticut, Boudinot incontrò Harriet Ruggles Gold, figlia di un'importante famiglia locale che sosteneva la Foreign Mission School. La sua famiglia invitò spesso Boudinot ed altri studenti indiani a casa loro. Dopo che Boudinot ritornò dai Cherokee per una malattia, corteggiò Harriet tramite lettere.
Anche il cugino John Ridge frequentò la scuola e nel 1824 aveva sposato una giovane ragazza locale. Questo causò dibattiti a Cornwall, e molti cittadini si opposero al matrimonio. Dopo il ritorno dei Ridge a New Echota per abitarvi, nel 1825 il consiglio nazionale approvò una legge che concedeva piena cittadinanza Cherokee ai figli di padre Cherokee e mamma bianca.
Nella cultura matrilineare Cherokee i figli appartenevano al clan della madre. I Cherokee avevano da sempre accolto i figli di madre indiana e padre bianco (solitamente commercianti di pelli). I figli di Ridge e Boudinot non avrebbero avuto posto nella tribù senza la nuova legge. Lo storico Theresa Strouth Gaul scrisse che la legge fu ispirata dal matrimonio di Ridge e dal flirt di Boudinot, dato che si trattava di importanti Cherokee ed andava protetto lo status dei loro figli.
Quando Boudinot e Gold annunciarono il fidanzamento, furono contrastati dalla famiglia di lei e dalla Chiesa congregazionale. Si generarono anche proteste locali. Lei insistette ed alla fine ottenne il permesso dei genitori. LA coppia si sposò il 28 marzo 1826 a casa di lei. Le critiche al matrimonio, il secondo di sempre tra un uomo Cherokee ed una donna bianca, obbligò alla chiusura della Foreign Mission School.
I Boudinot tornarono a vivere a New Echota. Ebbero sei figli sopravvissuti: Eleanor Susan, Mary Harriett, William Penn (poi chiamato il fondatore della Pennsylvania, considerato amico dei nativi americani), Sarah Parkhill, Elias Cornelius (1º agosto 1835 — 27 settembre 1890) e Franklin Brinsmade Boudinot. Cinque di loro si sposarono ed ebbero una propria famiglia. Harriet Boudinot morì nell'agosto 1836, probabilmente per complicazioni dovute al parto, pochi mesi dopo che il loro settimo figlio era nato morto.

## Carriera da editore
Dopo il ritorno a New Echota, nel 1828 Boudinot fu scelto dal consiglio generale dei Cherokee come editore di un giornale, il primo pubblicato dai nativi americani. Lavorò con un nuovo amico, Samuel Worcester, missionario e tipografo. Nel 1828 i due stamparono il Cherokee Phoenix in Cherokee ed in inglese. Nonostante avessero concepito un giornale bilingue, il Phoenix pubblicò molti loro articoli in inglese. Circa il 16% del contenuto fu pubblicato in lingua Cherokee.
La giornalista Ann Lackey Landini crede che l'enfasi sull'inglese fosse dovuta al fatto che l'obiettivo dei Cherokee era un giornale che spiegasse il loro popolo agli euroamericani e che dimostrasse che anche loro avevano una civiltà ammirevole. Nello stesso periodo il consiglio intendeva unire i Cherokee di tutto il sudest. Il Phoenix pubblicò regolarmente le nuove leggi ed altre informazioni politiche Cherokee.
Tra il 1828 ed il 1832 Boudinot scrisse numerosi articoli criticando la deportazione proposta dalla Georgia e sostenuta dal presidente Andrew Jackson. Dopo che il Congresso ebbe approvato l'Indian Removal Act del 1830, la pressione federale sui Cherokee aumentò. Jackson sosteneva la deportazione dei Cherokee e di altri popoli del sudest dalle loro terre al territorio indiano ad ovest del fiume Mississippi. Nel giro di circa quattro anni gli editoriali di Boudinot enfatizzarono il disprezzo mostrato dalla Georgia nei confronti della Costituzione e dei passati trattati con i Cherokee, che non solo avrebbe colpito l'acculturazione Cherokee, ma avrebbe minacciato la costituzione dell'Unione. Gli articoli di Boudinot parlavano dell'assimilazione Cherokee (la conversione al cristianesimo, l'aumento di educazione occidentale e la progressiva trasformazione in allevatori ed agricoltori). Criticò la "facilità" con cui il testo dei trattati sia stato distorto dall'Indian Removal Act.
Nel 1832, mentre teneva discorsi nel nord per raccogliere fondi a favore del Phoenix, Boudinot scoprì che nella causa Worcester contro la Georgia la Corte Suprema degli Stati Uniti d'America aveva sostenuto il diritto Cherokee alla sovranità politica e territoriale entro i confini della Georgia. Scoprì anche che il presidente Jackson continuava comunque a sostenere la deportazione. Boudinot iniziò a sostenere per il suo popolo la necessità di un nuovo trattato con gli Stati Uniti per ottenere i termini migliori possibili. LA sua nuova posizione fu contrastata duramente dai Cherokee.
Il consiglio nazionale e John Ross, capo principale, si opposero alla deportazione così come la maggior parte della popolazione. Gli ex alleati nel governo Cherokee girarono le spalle a Boudinot ed agli altri sostenitori del trattato, tra cui John Ridge e Major Ridge. Gli oppositori misero in dubbio la loro lealtà e gli impedirono di parlare al consiglio. Ross denunciò la "tolleranza di opinioni diverse" di Boudinot nel Cherokee Phoenix e gli vietò di parlare della deportazione sul giornale. Per protesta Boudinot diede le dimissioni nella primavera del 1832. Il cognato di Ross, Elijah Hicks, prese il posto di Boudinot come editore.

## Opere letterarie

### Cherokee Phoenix
Il primo giornale pubblicato da una tribù nativa americana diede "voce agli Americani interni" che erano stati obbligati a diventare "esterni". La prima edizione del giornale fu chiamata Tsalagi Tsu-le-hi-sa-nu-hi. Fu stampata il 21 febbraio 1828. Il Cherokee Phoenix riceveva regolarmente corrispondenza da circa altri 100 giornali. Nel 1829 la seconda edizione del Cherokee Phoenix fu chiamata Cherokee Phoenix and Indians’ Advocate, per sottolineare l'ambizione di Boudinot di influenzare le persone esterne alla tribù. Boudinot scrisse regolari editoriali legati alla deportazione degli indiani.

### "An Address to the Whites" (1826)
Boudinot tenne il suo discorso nella prima chiesa presbiteriana di Filadelfia il 26 maggio 1826. Descrisse le somiglianze tra Cherokee e bianchi, e i modi in cui i Cherokee stavano adottando lo stile di vita dei bianchi. Chiese fondi per un'università nazionale Cherokee e per i macchinari di stampa del giornale, sostenendo la "civilizzazione" dei Cherokee. Dopo il discorso pubblicò il testo in un pamphlet con lo stesso titolo. "An Address to the Whites" (Discorso ai bianchi) ebbe successo e "si dimostrò efficace per la raccolta fondi".

## Influenza sulla deportazione degli indiani
La politica di deportazione degli indiani fu il risultato della scoperta dell'oro in territorio Cherokee, della crescita dell'industria del cotone e dell'implacabile desiderio europeo di ottenere terra a sudest. I coloni europeo-americani criticavano il fatto che la terra fosse controllata dai Cherokee, e nacquero conflitti. L'Indian Removal Act del 1830 chiese alle tribù che abitavano ad est del Mississippi di trasferirsi ad ovest, oltre il fiume. Nonostante la maggior parte dei Cherokee guidati dal capo John Ross si opposero all'atto, Boudinot iniziò a credere che la deportazione fosse inevitabile. Riteneva necessario un trattato per poter ottenere i termini migliori possibili per il suo popolo, prima che venissero trasferiti contro la loro volontà. Boudinot utilizzò le sue capacità letterarie ed oratorie per influenzare la politica della deportazione, ma molti Cherokee si opposero al suo ideale. Criticò il capo John Ross, che si opponeva. Ross aveva ordinato a Boudinot di smettere di pubblicare nel giornale il proprio punto di vista.
Nel 1832 Boudinot diede le dimissioni da editore del Cherokee Phoenix, dicendo che fosse per colpa del salario basso, di problemi di salute e dell'incapacità dei Cherokee a fornire il materiale necessario per il giornale. In una lettera a John Ross disse non poter continuare perché gli veniva impedito di stampare quello che credeva vero circa i pericoli della resistenza alla deportazione. Ross ed il consiglio accettarono le dimissioni e nominarono Elijah Hicks al suo posto. Nonostante Hicks fosse un ottimo uomo d'affari, non aveva esperienza editoriale. Il Cherokee Phoenix andò in declino e chiuse la pubblicazione il 31 maggio 1834.

## Deportazione degli indiani
Boudinot ed i capi del Treaty Party (i sostenitori del trattato) firmarono il trattato di New Echota (1835) a New Echota (oggi Calhoun) cedendo tutte le terre Cherokee ad est del Mississippi. Nonostante al trattato si oppose la maggioranza della delegazione e mancasse la firma del capo principale John Ross, il senato ratificò il trattato. In seguito, posti di fronte all'odio dei Cherokee, molti firmatari e le loro famiglie si trasferirono in territorio indiano dove andarono ad abitare con i "Vecchi Coloni" che vi risiedevano agli anni 1820.
Nel 1838 e nel 1839 l'esercito statunitense impose con la forza il Removal Act e sfrattò i Cherokee ed i loro schiavi dal sudest. Obbligarono molti di loro a trasferirsi in territorio indiano (attuale Oklahoma orientale). I Cherokee definirono il viaggio Sentiero delle lacrime.
Dopo la morte della moglie nel 1836, Boudinot ebbe bisogno di trasferirsi con i figli. Mandò il figlio Cornelius a vivere con la famiglia ad Huntsville, in Alabama, dove poteva venire curato da un medico. Un altro figlio viaggiò ad ovest con la famiglia Ridge. Il resto dei bambini fu iscritto a scuola a Brainerd, dove rimasero quando Elias lasciò il territorio. Elias stesso si trasferì a nord per fare visita ai genitori di Harriet. In seguito si unì ad un gruppo che comprendeva John Ridge e viaggiò nella nazione Cherokee occidentale, creata dai "Vecchi Coloni" nella parte nordorientale dell'odierna Oklahoma. Due mesi dopo scrisse ai genitori di Harriet dicendo loro di aver sposato Delight Sargent, una donna della Nuova Inghilterra che era stata insegnante a New Echota. In ristrettezze economiche ricevette 500 dollari dall'American Board of Commissioners for Foreign Missions (grazie ai convincenti argomenti di Samuel Worcester) per costruire una modesta casa a 400 metri dai Worcester a Park Hill. Riunitosi al vecchio amico, Boudinot tornò alla sua vocazione di traduttore del Vangelo.
I "Vecchi Coloni" ed i sostenitori di John Ross non trovarono un accordo sull'unificazione dopo la deportazione in territorio indiano. Alcuni sostenitori di Ross si incontrarono in segreto per organizzare l'omicidio dei capi del Treaty Party, e per eliminarli come nemici politici in modo da intimidire i Vecchi Coloni e costringerli a sottometterli. Il 22 giugno 1839 un gruppo di Cherokee sconosciuti uccisero Boudinot fuori da casa sua. Uccisero anche suo cugino e lo zio, John e Major Ridge, quello stesso giorno. Anche il fratello Stand Watie fu attaccato ma sopravvisse.
Nonostante Ross abbia negato ogni coinvolgimento con gli omicidi, Stand Watie lo accusò. Dopo questi "omicidi" (come Watie li chiamò), i sostenitori di Watie e Ross diedero vita per anni ad una faida. Stand Watie uccise un uomo che era stato visto partecipare all'omicidio dello zio Major Ridge. Watie fu assolto per autodifesa. Al suo processo fu rappresentato dal nipote Elias Cornelius Boudinot. Era diventato avvocato in Arkansas dopo essere stato allevato dalla famiglia della madre ed educato ad est dopo l'omicio del padre.
Le violenze durarono fino al 1846, quando gli Stati Uniti negoziarono un nuovo trattato di pace. Questi fatti contribuirono alle divisioni tribali nel corso della guerra di secessione americana. Le divisioni e le violenze post-deportazione aggravarono la situazione dei Cherokee.
Durante la guerra di secessione il popolo si divise in due fazioni. Stand Watie ed i suoi sostenitori, la maggior parte della tribù, si schierò con la Confederazione (lui fu ufficiale dell'esercito con altri Cherokee). Ross ed i suoi sostenitori si schierarono con l'Unione. Molti nativi dovettero abbandonare il territorio indiano durante la guerra. Vi tornarono dopo la vittoria dell'Unione, e Ross fu l'unico capo riconosciuto dagli Stati Uniti d'America.